# Söréd
Söréd é um município da Hungria, situado no condado de Fejér. Tem 6,25 km² de área e sua população em 2015 foi estimada em 499 habitantes.